# Vriesea tuerckheimii
Vriesea tuerckheimii är en gräsväxtart som först beskrevs av Carl Christian Mez, och fick sitt nu gällande namn av Lyman Bradford Smith. Vriesea tuerckheimii ingår i släktet Vriesea och familjen Bromeliaceae. Inga underarter finns listade i Catalogue of Life.

## Bildgalleri

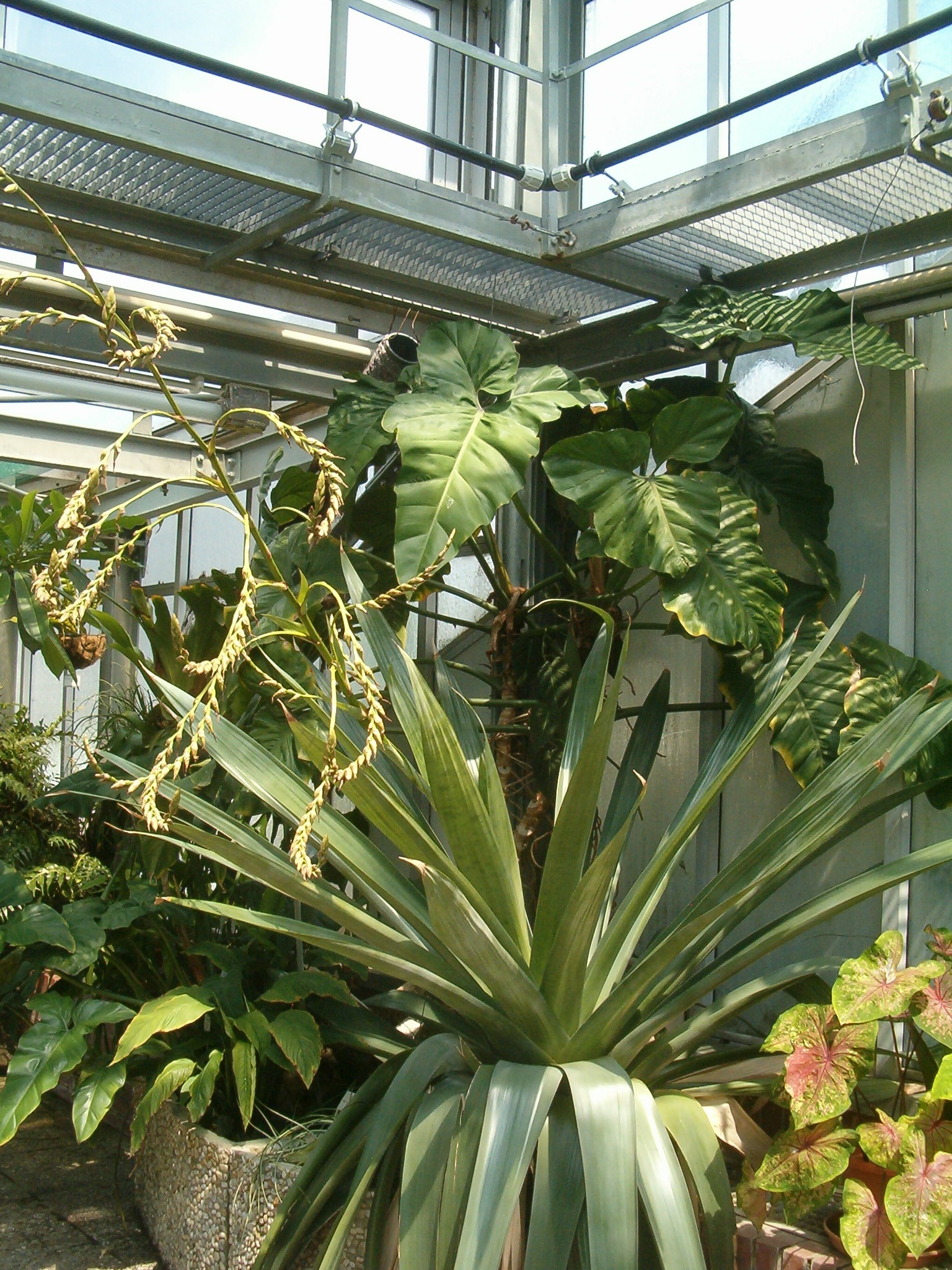
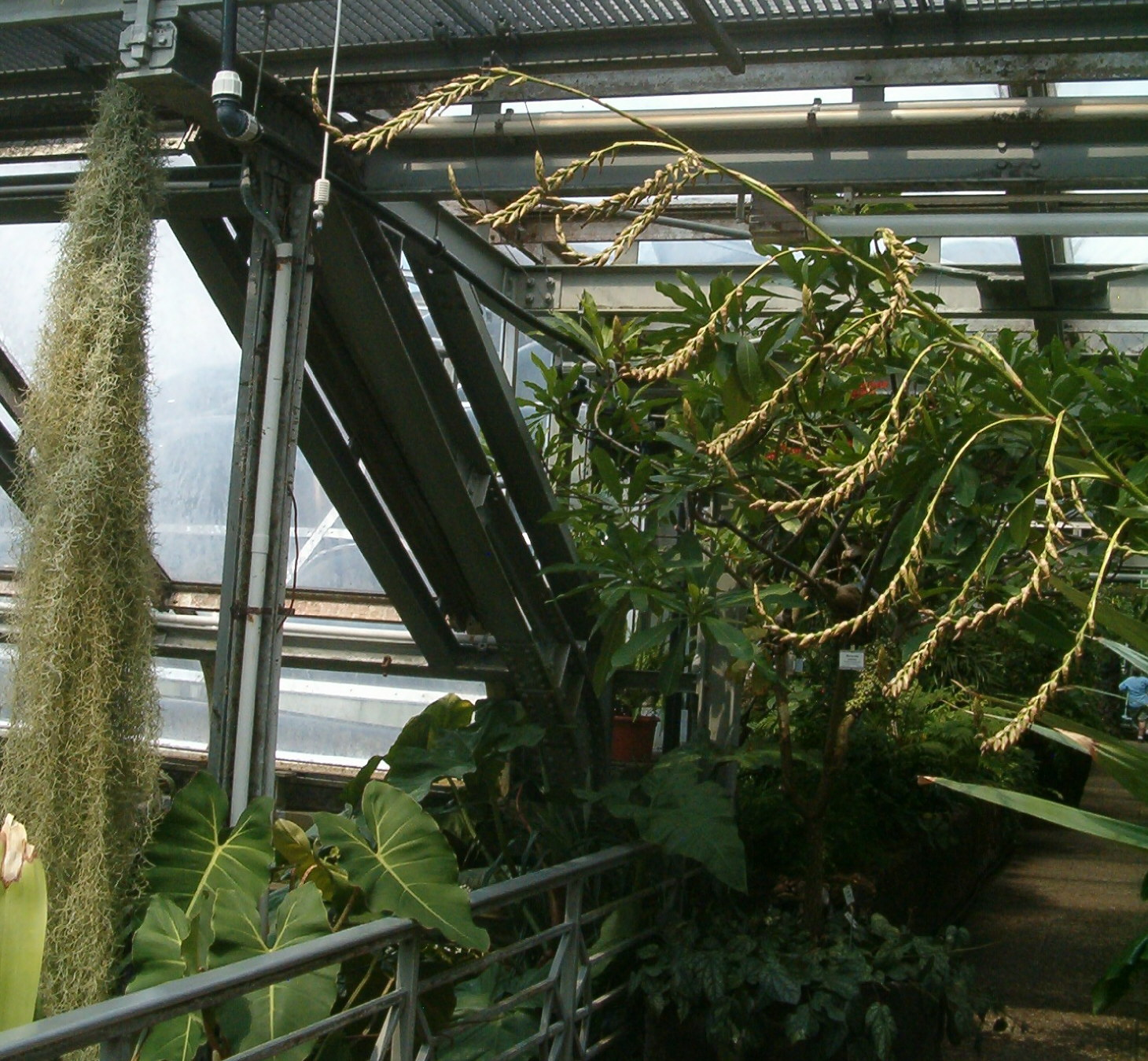
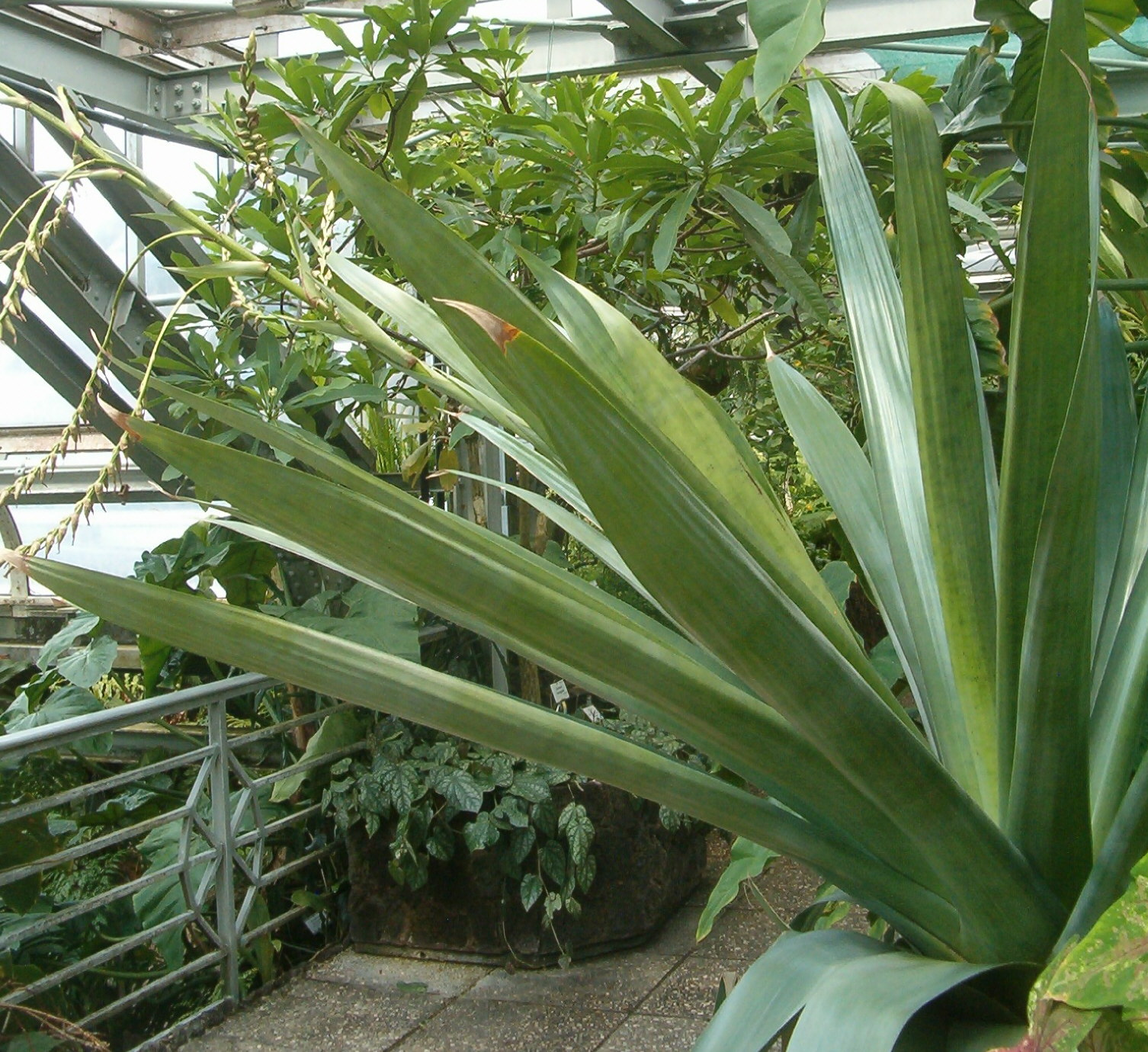
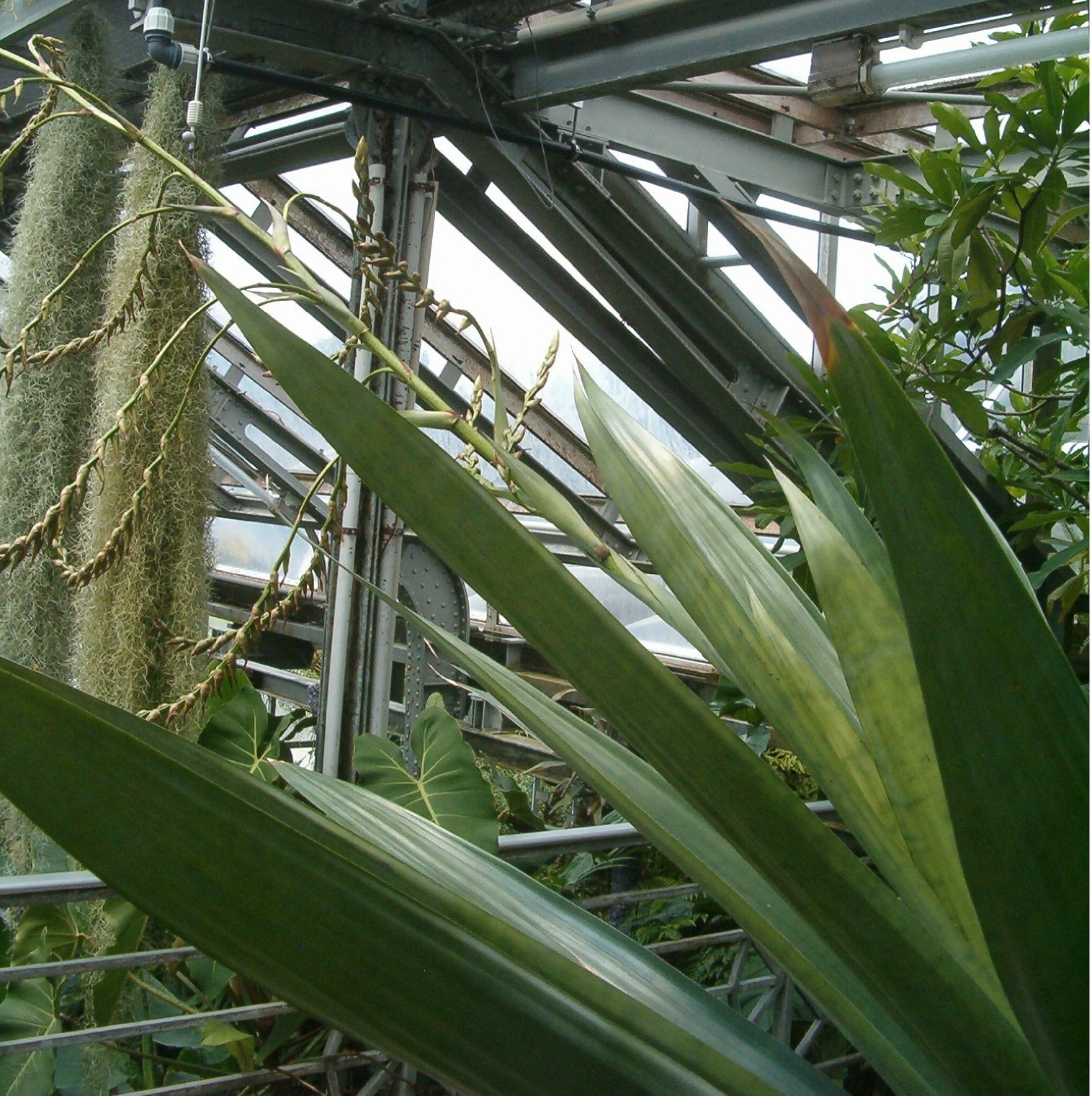